# Japão nos Jogos Olímpicos de Verão de 1992
O Japão competiu nos Jogos Olímpicos de Verão de 1992, realizados em Barcelona, Espanha.